# أندريس غارسيا (لاعب كرة قدم)
أندريس غارسيا (بالإسبانية: Andrés García Mohedano) هو لاعب كرة قدم إسباني في مركز الوسط، ولد في 11 مايو 1996 في مدريد في إسبانيا. لعب مع نادي ميرانديس.

## وصلات خارجية
- أندريس غارسيا (لاعب كرة قدم) على موقع قاعدة بيانات كرة القدم.إي يو (الإنجليزية)
- أندريس غارسيا (لاعب كرة قدم) على موقع Soccerway.com (الإنجليزية)